# Arpaillargues-et-Aureillac
Arpaillargues-et-Aureillac là một xã ở tỉnh Gard ở miền nam nước Pháp. Xã này có diện tích 13,67 km², dân số năm 1999 là 785 người. Khu vực này có độ cao trung bình 116 mét trên mực nước biển.